# Красносельск (Республика Алтай)
Красносе́льск — село в Чойском районе Республики Алтай России. Входит в состав Ыныргинского сельского поселения.

## История
В 1929 году по ходатайству Успенского аймакисполкома урочище Ынырга было переименовано в посёлок Красное село. С 1970-х годов за селом закрепилось современное название.

## Население
| 2010 | 2011 | 2012 | 2013 | 2014 | 2015 | 2016 |
| ---- | ---- | ---- | ---- | ---- | ---- | ---- |
| 214  | →214 | ↗228 | ↗235 | ↗236 | ↘234 | ↘228 |

## Улицы
- пер. Лесной,
- ул. Речная,
- пер. Сосновый,
- ул. Социалистическая,
- ул. Юбилейная.